# Campeonato Sudamericano de Clubes Campeones 1993
El Campeonato Sudamericano de Clubes Campeones 1993 fue la trigésima primera edición de lo que era el torneo más importante de clubes de baloncesto en Sudamérica.
Fue realizado en Córdoba.
El título de esta edición fue ganado por el Asociación Deportiva Atenas (Argentina).

## Equipos participantes
| País             | Equipo                      |
| ---------------- | --------------------------- |
| Argentina 1 cupo | Asociación Deportiva Atenas |
| Bolivia 1 cupo   | Colegio Militar             |
| Brasil 1 cupo    | Franca                      |
| Chile 1 cupo     | Petrox                      |
| Colombia 1 cupo  | Escarlatas                  |
| Ecuador 1 cupo   | Athletic Club               |
| Perú 1 cupo      | Club de Regatas Lima        |
| Uruguay 2 cupos  | Biguá Club Atlético Cordón  |